# Мидзухо (посёлок)
Мидзухо (яп. 瑞穂町 Мидзухо-мати) — посёлок в Японии, находящийся в уезде Ниситама префектуры Токио. Площадь посёлка составляет 16,83 км², население — 31 774 человека (1 октября 2020), плотность населения — 1887,94 чел./км².

## Географическое положение
Посёлок расположен на острове Хонсю в префектуре Токио региона Канто. С ним граничат города Мусасимураяма, Оме, Хамура, Фусса, Токородзава, Ирума.

## Население
Население посёлка составляет 31 774 человека (1 октября 2020), а плотность — 1887,94 чел./км². Изменение численности населения с 1980 по 2005 годы:
| 1980 | 22 803 чел. |  |
| 1985 | 27 033 чел. |  |
| 1990 | 30 967 чел. |  |
| 1995 | 32 714 чел. |  |
| 2000 | 32 892 чел. |  |
| 2005 | 33 691 чел. |  |